# Пама
Пама (нім. Pama) — громада округу Нойзідль-ам-Зее у землі Бургенланд, Австрія.
Пама лежить на висоті  137 м над рівнем моря і займає площу  26,4 км². Громада налічує 1106 мешканців. 
Густота населення 42/км².  
|                               |
| Пама на мапі округу та землі. |

 Адреса управління громади:  2422 Pama. 

## Демографія
Історична динаміка населення міста за даними сайту Statistik Austria

## Виноски
1. ↑  Dauersiedlungsraum der Gemeinden Politischen Bezirke und Bundesländer - Gebietsstand 1.1.2018 — Статистичне управління Австрії.
2. ↑   www.gemeinde-pama.at
3. ↑  Gemeindedaten von Pama

| Австрія | Це незавершена стаття з географії Австрії. Ви можете допомогти проєкту, виправивши або дописавши її. |